# Levantamiento de Wuchang

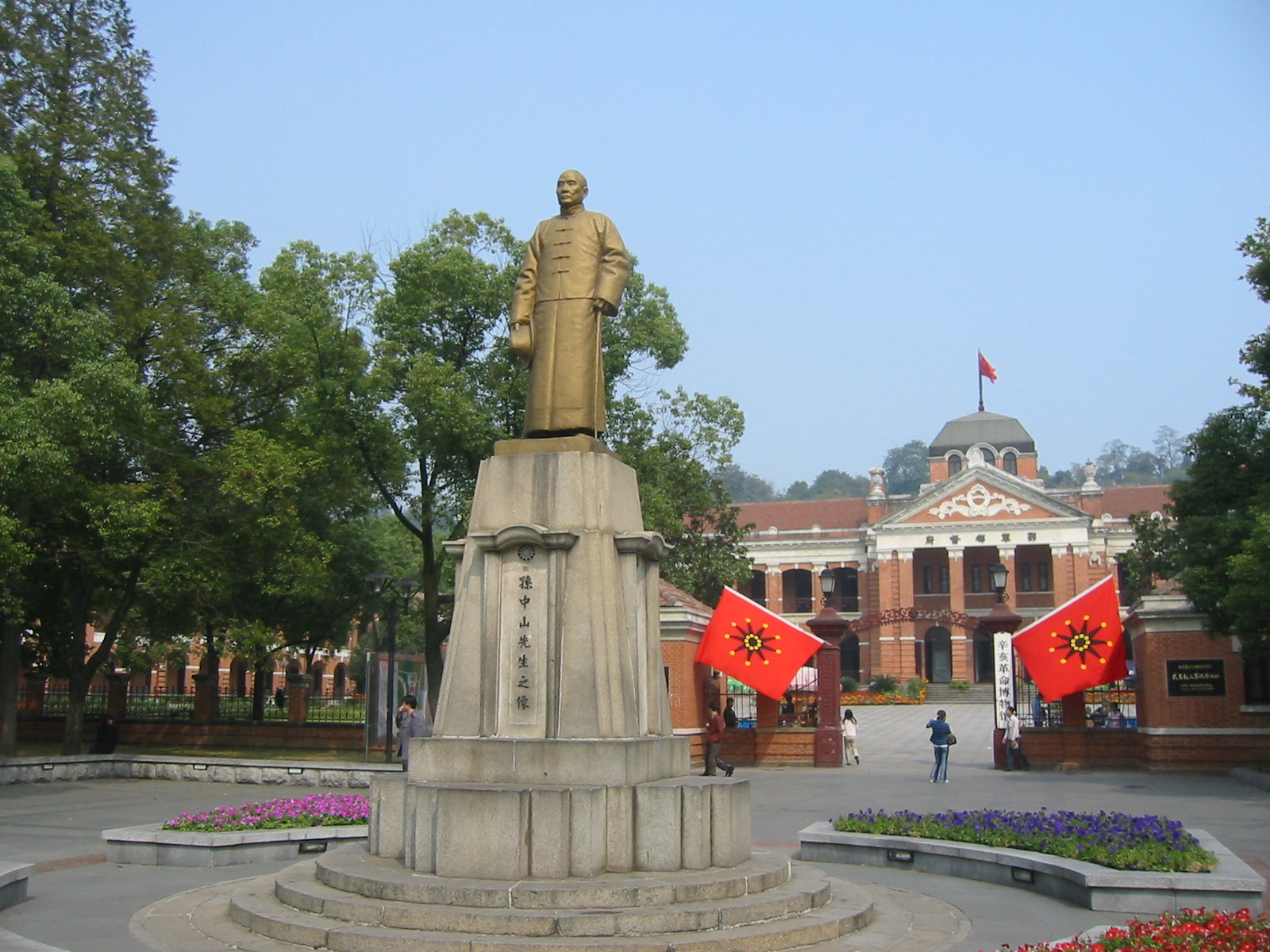
Estatua actual de Sun Yat-sen en Wuchang, en frente del edificio que fue sede del gobierno revolucionario establecido tras el levantamiento.

El Levantamiento de Wuchang (chino tradicional: 武昌起義, chino simplificado: 武昌起义, pinyin: Wǔchāng Qǐyì) fue una insurgencia militar en China, en la ciudad de Wuchang, actualmente parte de Wuhan, que precipitó la caída de la última dinastía imperial china, la dinastía Qing, y el establecimiento de una república. El levantamiento se produjo el 10 de octubre de 1911. Esta fecha es conmemorada aún como fiesta nacional china en la República de China en Taiwán. El levantamiento de Wuchang está considerado el comienzo de la Revolución de Xinhai, que acabaría con la abdicación del último emperador chino, el niño Puyi.

## Contexto
En 1900, la dinastía Qing había decidido fundar una serie de ejércitos modernizados, los llamados "Nuevos Ejércitos". En aquel tiempo, la ciudad de Wuchang, junto al río Yangzi en la provincia de Hubei, se convirtió en el principal centro industrial militar del país, el lugar donde se producían las armas y el material para los Nuevos Ejércitos. Las ideas reformistas de Sun Yat-sen ejercieron una influencia destacada sobre los oficiales y los soldados en Wuchang, y muchos de ellos formaban parte de organizaciones revolucionarias.
El levantamiento en sí fue desencadenado por un hecho fortuito. Una bomba preparada por un grupo revolucionario explotó por accidente, y esto llevó a la policía a investigar y a descubrir listas de militares implicados en actividades subversivas contra la dinastía Qing. Al verse descubiertos, muchos miembros de los Nuevos Ejércitos decidieron sublevarse antes que ser arrestados. El gobierno provincial de Hubei huyó de la ciudad. La insurrección parecía una más de varias protestas similares en el seno del ejército que habían ocurrido en el sur de China, y se pensaba que el Gobierno central podría sofocarla sin problemas. Sin embargo, la tardanza de la dinastía Qing en aplacar la rebelión aumentó la confianza en ésta, y varios gobiernos provinciales en el sur de China retiraron su apoyo a la corte imperial, y se pusieron del lado de los rebeldes de Wuchang.
Sun Yat-sen se encontraba viajando por Estados Unidos, cerca de Denver, durante la rebelión y tuvo noticias de ella a través de un periódico. Tras intentar recaudar fondos para la causa revolucionaria en Estados Unidos y Europa, volvió a China en diciembre de 1911, y fue nombrado en Nankín presidente de la nueva República de China en una reunión de dirigentes provinciales celebrada el 29 de diciembre.
Sun Yat-sen tendría que negociar con Yuan Shikai, el militar que controlaba el poderoso Ejército del Norte, a quien cedería el puesto de presidente de la República para que esté acabara forzando la abdicación del último emperador, el 12 de febrero de 1912. Así, concluía la Revolución de Xinhai con el final de la China imperial.